# أولاد سي شنان (أولاد يحيى)
أولاد سي شنان هو دُوَّار يقع بجماعة كريفات، إقليم الفقيه بن صالح، جهة بني ملال خنيفرة في المملكة المغربية. ينتمي الدوّار لمشيخة أولاد يحيى التي تضم 3 دواوير. يقدر عدد سكانه بـ 2753 نسمة حسب الإحصاء الرسمي للسكان والسكنى لسنة 2004.

## روابط خارجية
- البوابة الوطنية للجماعات الترابية
- المندوبية السامية للتخطيط